# 望德堂 (上海)

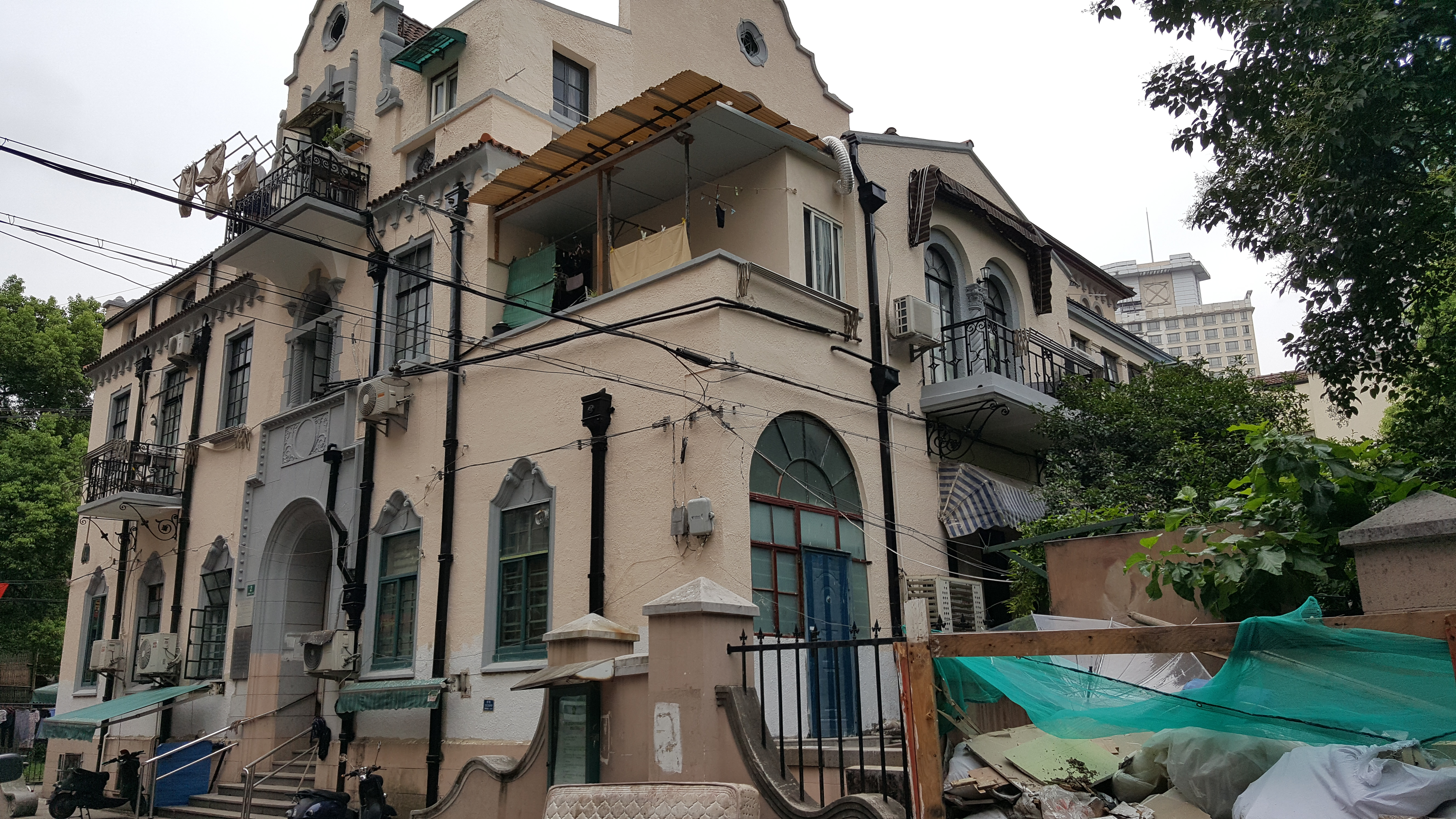

望德堂是中国上海的一座历史建筑，位于静安区北京西路1220弄2号，介于陕西北路与西康路之间的北京西路北侧。
望德堂原为西班牙奥斯定会耶稣圣名省设于上海的账房（办事处），负责在上海租界内从事房地产、金融、证券等投资活动，扩大财源，为在内地的传教区提供传教经费。西班牙奥斯定会曾在中国湖南省传教，开辟了常德、岳州等教区。1894年，该修会在上海虹口设立账房，1932年迁至上海公共租界西区的爱文义路（今北京西路）。
望德堂建筑建于1930-1932年，为典型的西班牙式花园住宅风格，屋顶高低错落，山墙呈波浪形起伏，使得建筑物的立体效果强烈；而红色筒瓦屋檐，又与水泥拉毛墙面形成强烈的色彩对比。该建筑体量较大，建筑面积约1500平方米。
1955年，望德堂产权收归国有，改为普通民居。1990年其产权交还给湖南省天主教教务委员会。
1994年，望德堂被列为第二批上海市优秀历史建筑，编号105。